# كرية بيضاء قاعدية
الخلية القاعدية أو الخلية الأسسة أو خلية محبة للصبغ القاعدي(بالإنجليزية: Basophil)‏ هي من أقل المحببات شيوعا، حيث تشكل حوالي من 0.5% إلى 1% من مجموع الكريّات البيض الجوالة ولها دور في إفراز جزيئات محدثة للالتهاب مثلها في ذلك مثل الخلايا الصارية. تحتوي الأسسة على عدد كبير من الحبيبات الهيولية (الهيولية) لذلك فهي تصنف على أنها من خلايا الدم البيضاء ذات الحبيبات (المحببة) والتي -لكثرتها- تغطي نواة الخلية تحت المجهر لكن النواة في الحقيقة تكون على شكل حرف S وعندما تكون غير ملونة بملون فهي تبدو مقسومة فصين (فلقتين).
الجدير بالذكر، أن الخلية البدينة والتي تتواجد في عدد كبير من النسج، تملك صفات تشابه كثيرا صفات القاعدية. فعلى سبيل المثال، كلا الخليتين (القاعدية والبدينة) تخزنان الهيستامين (وهو مركّب تفرزه الخلايا عند تحريضها بطرق معينة حيث يؤدّي الهيستامين إلى حصول بعض أعراض الإرتاكاسات التحسسية). ككل الكريات الحبيبية الجوالة، يمكن أن يستخدم الجسم الخلايا القاعدية في أي نسيج عند الحاجة.

## النسبة
تشكل حوالي من 0.5% إلى 1% من مجموع خلايا الدم البيضاء.

## النواة
نواة مفردة غير منتظمة الشكل (على شكل حرف S، تحجبها حبيبات السيتوبلازم).

## دورة الحياة
عدة أيام.

## المفرزات
عندما تتنشط الأسسة، تزول حبيباتها ليتحرر الهيستامين، البروتيوغليكان (كالهيبارين الكندرويتين) والإنزيمات الحالة للبروتينات (كـالإيلاستاز الليزوفوسفوليباز). وهي أيضاً تفرز الوسائط الشحميّة كـاللوكوترينات السيتكوينات. الهيستامين والبروتيوغليكانات تكون مختزنة في حبيبات الخلية القاعدية، وتحرّرها عند الحاجة والتنشّط، أمّا باقي المفرزات فهي تنتج آنيا عند الحاجة، ولا تكون مختزنة في الحبيبات.
كل تلك المواد والمركبات التي تفرزها الخلية القاعدية تساهم في الالتهاب، حيث أن الخلية القاعدية مصدر هام للسيتوكين والإنترليوكين-4، وربما أكثر من الخلايا التائية بحد ذاتها. الإنترليوكين-4 يعتبر واحدا من أهم السيتوكينات المساهمة في إحداث التحسسية، وإنتاج الضد كريين مناعي هـ في الجهاز المناعي. هناك الكثير من الآليات والمواد التي تفعل وتنشط الخلية القاعدية لتفرز تلك المواد، مما يوحي بأنَ الخلية القاعدية تلعب أدوارا هامة وعديدة في الالتهابات.

## حالات الزيادة أو النقص
فرط الخلية القاعدية Basophilia: فهو غير شائع، ولكن من الممكن ملاحظته في بعض أشكال اللمفومة أو ابيضاض الدم وحالات الحساسية.
قلة الخلية القاعدية Basopenia: لا توجد حالات معروفة بانخفاض الخلايا القاعدية عن المعتاد لأنها قليلة جدًا في الدم.

## صور إضافية

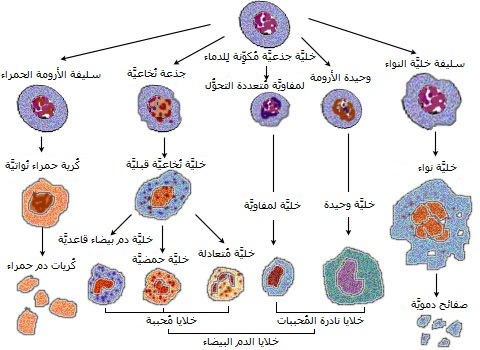
سلالة خلية دموية
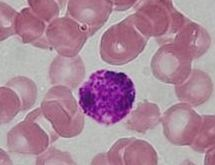
تلوين بديل للقعدة